# 杉浦友祐
杉浦 友祐（すぎうら ゆうすけ、1980年3月5日 ‐ ）は、日本の料理研究家。「名古屋クッキングスクール」代表。愛称は「おにぎり先生」。愛知県名古屋市出身。

## 略歴・人物
料理研究家　婚活アドバイザー。中部料理講師会 正会員。一般社団法人 名古屋文理大学短期大学部名栄会 理事。Yahoo!JAPAN「日本の定番選定委員会」お米部門 選定委員を務める。
1980年3月5日、名古屋市緑区に生まれる。2001年より料理研究家の加藤敏彦に師事。2003年3月、名古屋文理短期大学（現、名古屋文理大学短期大学部）食物栄養学科卒業。栄養士免許取得。その後、5年間にフードコーディネーター、ベジタブル＆フルーツマイスター（野菜ソムリエ）、食育スペシャリスト、マクロビ・フード・コンシェルジェ等の資格を取得。サラリーマンをする傍らで副業として飲食店や結婚式場等へのメニュー提案、ケータリングサービスを行う。2007年から東邦ガス特約店にて料理教室を開始。2009年5月、料理研究家として独立。2010年4月、「名古屋クッキングスクール」を開校。2012年6月、「株式会社杉浦友祐料理研究所」として法人登記。代表取締役社長に就任。2015年3月5日、資本金を1,000万円に増資。

## 講師歴
2012年11月～2013年3月　栄・中日文化センター「恋活クッキング」
学校法人山田学園　名古屋文化短期大学「就活・就職セミナー」
財団法人あいち男女共同参画財団「婚活応援！！料理教室でコミュニケーション」
読売新聞中部支社「よみうり社会科見学教室（パロマ清州工場）」料理教室
名古屋市立熊の前小学校「PTA家庭教育セミナー（家庭における食育）」
名古屋市立鳴海東部小学校「PTA家庭教育セミナー（家庭における食育）」
ECC学園高等学校名古屋サポート教室「総合学習（課外料理教室）」
名古屋市立堀田小学校「PTA家庭教育セミナー（食育ってなに？食材選びのウソ・本当？）」
名古屋市立白水小学校　PTA広報新聞（レシピ提供）
名古屋市立鳴海東部小学校「PTAハンドクラフト部（料理教室体験講座）」
名古屋市立港西小学校「PTA家庭教育セミナー（家庭でできる食育）」
名古屋市立片平小学校「PTA家庭教育セミナー（食育と子供のおやつ）」
名古屋市立はとり幼稚園「PTA食育セミナー（食育とお弁当とおやつ）」　
名古屋市立山田東中学校「PTA家庭教育セミナー（子どもの身体づくりと食育）」
名古屋市立汐路中学校「PTA家庭教育セミナー（成長期の食と栄養）」
名古屋市立八幡中学校「PTA家庭教育セミナー（健康生活のための食の自己管理）」
名古屋市立桜田中学校・名古屋市立南光中学校・名古屋市立萩山中学校・名古屋市立本城中学校・
名古屋市立田光中学校・名古屋市立津賀田中学校・名古屋市立南天白中学校「勤労体験学習」生徒受け入れ協力
学校法人東海学園　東海学園大学 経営学部 経営学科「職業論（キャリア開発論）」